# Флавий Неотерий
Флавий Неотерий (лат. Flavius Neoterius) — римский политический деятель второй половины IV века.
Неотерий, вероятно, родился в Риме. Он находился на посту нотария при императоре Валентиниане I, когда в 365 году был отправлен в Африку, чтобы обеспечить верность этой провинции во время восстания Прокопия, который поднял бунт против восточного императора Валента II. Между 380 и 381 годом Неотерий занимал должность префекта претория Востока. В 385 году он был префектом претория Италии. Это назначение, по всей видимости, связано с тем, что император Феодосий I Великий хотел, чтобы молодой и неопытный Валентиниан II избежал влияния узурпатора Магна Максима. Неотерия можно, предположительно, идентифицировать с префектом, который хотел передать базилику Портиана в Медиолане арианам, чему воспрепятствовал епископ Медиоланский Амвросий. В 390 году он занимал должности префекта претория Галлии, а также ординарного консула вместе с Валентинианом II. Он знал Квинта Аврелия Симмаха, с которым состоял в переписке. Согласно этим письмам, Неотерий был жив в 393 году и, возможно, в 398 году.